# Muellerella pygmaea
Muellerella pygmaea är en lavart som först beskrevs av Gustav Wilhelm Körber, och fick sitt nu gällande namn av David Leslie Hawksworth. Muellerella pygmaea ingår i släktet Muellerella, och familjen Verrucariaceae. Arten är reproducerande i Sverige.